# Atherton Collieries A.F.C.
Câu lạc bộ bóng đá Atherton Collieries là một câu lạc bộ bóng đá có trụ sở tại Atherton, Greater Manchester, Anh. Câu lạc bộ hiện là thành viên của giải Northern Premier League Premier Division và thi đấu tại Alder House. Họ là thành viên đầy đủ của Hiệp hội bóng đá hạt Lancashire.
Từ năm 1919 đến năm 1965, Atherton Collieries đã 10 lần vô địch Bolton Combination. Đến mùa giải 1964-65, đội đã giành được Lancashire FA Amateur Shield 6 lần, một kỷ lục vẫn chưa thể vượt qua. Đội được đặt biệt danh là "Colls".

## Lịch sử
Câu lạc bộ được thành lập vào năm 1916 bởi những người thợ mỏ từ sáu hầm lò ở Atherton Urban District với mục đích quyên góp tiền cho những người dân địa phương tham gia vào nỗ lực chiến tranh. Sau Chiến tranh thế giới thứ nhất, câu lạc bộ tham gia Bolton Combination, giành danh hiệu trong mùa giải đầu tiên. Mùa giải cũng chứng kiến họ giành được Lancashire FA Amateur Shield, đánh bại Dumers Lane 3-2 sau hiệp phụ. Đội gia nhập Lancashire Alliance năm 1921, avà lại giành được Shield vào năm 1923 với tỷ số 4-1 trước Barnoldswick Town. Câu lạc bộ sau đó trở lại Bolton Combination, vô địch giải đấu vào các mùa giải 1936-37, 1937-38, 1938-39 và 1940-41, tiếp theo là một Lancashire FA Amateur Shield năm 1942 sau khi Royal Engineers bị đánh bại 3-2. Một danh hiệu khác đến vào năm 1944-45, sau đó câu lạc bộ gia nhập Manchester League cho mùa giải 1945-46.
Mùa giải đầu tiên ở giải đấu mới đã chứng kiến độii về thứ ba và giành được Shield lần thứ tư với chiến thắng 3-2 trước Moss Rovers Năm 1948, câu lạc bộ gia nhập giải West Lancashire League, trong đó họ đã trải qua hai mùa giải trước khi gia nhập Division Two của the Lancashire Combination năm 1950. Tuy nhiên, sau khi xếp thứ 16 (trên 22) vào năm 1950-51 và đứng thứ hai từ dưới lên trong năm 1951-52, họ rời giải đấu để tham gia lại Bolton Combination. Trở lại giải đấu địa phương, họ đã giành chức vô địch một lần nữa vào các mùa giải 1956-57 (cũng vô địch Shield, đánh bại Burnley Albion 3-2 sau hiệp phụ), 1958-59, 1960-61 và 1964-65 (kết hợp với một chiến thắng Shield khác, lần này bằng cách đánh bại Breightmet United 6-1). Năm 1971, họ tái gia nhập Lancashire Combination, bây giờ là một hạng đấu duy nhất.
Sau khi kết thúc nửa trên bảng duy nhất của họ trong giải đấu năm 1977-1978, câu lạc bộ chuyển sang giải Division Two mới của Cheshire County League, không thể lọt vào nửa trên của bảng trong suốt bốn năm ở giải đấu. Vào cuối mùa giải 1981-82, giải đấu hợp nhất với Lancashire Combination để tạo thành North West Counties League, với Atherton được xếp vào Division Three. Đây là khởi đầu của một chuỗi thành công tương đối cho câu lạc bộ, đội đã đứng ở nửa trên của bảng trong bốn mùa giải liên tiếp, trước khi giành chức vô địch vào mùa giải 1986-87 và được thăng hạng lên Division Two.
Sau chín mùa giải ở Division Two, Atherton đã về nhì trong mùa giải 1995-96, dẫn đến việc thăng hạng lên Division One. Vào năm 2001-02, họ đã giành được Goldline Trophy với chiến thắng 1-0 trước Charnock Richard trên Sân vận động Reebok. Division One đã được đổi tên thành Premier Division vào năm 2008, nhưng mùa giải sau đó, câu lạc bộ xếp cuối cùng của Division, dẫn đến việc xuống hạng ở Division One. Sau khi bị giáng hạng, câu lạc bộ liên tục đứng trong tốp sáu của giải đấu và giành được cúp Division One vào mùa giải 2010-11. Sau khi vô địch mùa giải 2014-15 đội được thăng hạng trở lại Premier Division. Vào mùa giải 2015-16, họ đã vô địch League Cup, đánh bại Colne 5-1 trong trận chung kết. Mùa giải tiếp theo, câu lạc bộ vô địch Premier Division, thăng hạng lên Division One North của Northern Premier League. Đội đã vô địch League Challenge Cup mùa giải 2017-18, khi đánh bại Coalville Town 2-1 trong trận chung kết.
Mùa giải 2018-19 chứng kiến Atherton được xếp vào Division One West khi giải hạng hai của Northern Premier League được tổ chức lại trên cơ sở đông tây. Họ tiếp tục vô địch giải đấu, giành quyền thăng hạng lên Premier Division.

## Sân vận động
Câu lạc bộ đã chơi tại Alder House kể từ khi thành lập. Tại một số thời điểm trong nhiệm kỳ của họ, sân đã được xoay 90º và dàn đèn được lắp đặt vào năm 1994. Một khán đài được mô tả "nghiêng về phía trước như thể cầu nguyện cho sự tồn tại của nó", trước khi nó bị phá bỏ vào năm 2007. Bên cạnh vị trí cũ của nó là một khán đài làm từ tà vẹt đường sắt, trong khi cũng có những khán đài nhỏ có mái che với ghế băng.

## Các đời huấn luyện viên
| Thời gian                 | Huấn luyện viên              |
| ------------------------- | ---------------------------- |
| 1993-1994                 | Alan Lord                    |
| 1994-1997                 | Steve Walton & Ian Lamb      |
| tháng 6 năm 1997          | Steve Vychinski              |
| tháng 8-tháng 12 năm 1997 | Dennis Haslam                |
| 1997-1998                 | Tommy Harrison               |
| tháng 6-tháng 9 năm 1998  | Brian Smith                  |
| 1998-2000                 | Alan Lord                    |
| 2001-2002                 | Dennis Haslam & Tommy Foster |
| 2002-2003                 | Joe Murty                    |
| 2003-2006                 | Alan Lord                    |
| 2006-2007                 | Phil Brown                   |
| 2007-2009                 | Dave Conlon                  |
| 2009-2014                 | Steve Pilling                |
| 2014-2019                 | Michael Clegg                |
| 2019-nay                  | Bradley Cooke                |

## Danh hiệu
- Northern Premier League
  - Vô địch Division One West 2018-19
  - Vô địch Challenge Cup 2017-18
- North West Counties League
  - Vô địch Premier Division 2016-17
  - Vô địch Division One 2014-15
  - Vô địch Division Three 1986-87
  - Vô địch League Cup 2015-16
  - Vô địch Division One Trophy 2010-11
- Bolton Combination
  - Vô địch 1919-20, 1936-37, 1937-38, 1938-39, 1940-41, 1944-45, 1956-57, 1958-59, 1960-61, 1964-65
- Lancashire County FA Amateur Shield
  - Vô địch 1919-20, 1922-23, 1941-42, 1945-46, 1956-57, 1964-65
- Bolton Hospital Cup
  - Vô địch 1973-74, 1986-87, 2011-12, 2014-15

## Kỉ lục
- Kỉ lục số khán giả: 3.300 tại Bolton Combination trong thập niên 1920[25]
- Thành tích tốt nhất tại Cúp FA: Vòng loại thứ ba, 1994-95[6]
- Thành tích tốt nhất tại FA Trophy: Vòng Một, 2019-20[6]
- Thành tích tốt nhất tại FA Vase: Vòng Năm, 2016-17[6]